# Borgo Valsugana
Borgo Valsugana är en ort och kommun i provinsen Trento i regionen Trentino-Sydtyrolen i Italien. Kommunen hade 6 953 invånare (2018).